# Thomas Davidson (paléontologue)
Pour les articles homonymes, voir Thomas Davidson.
Thomas Davidson (17 mai 1817-14 octobre 1885) est un paléontologue britannique.

## Biographie
Thomas Davidson naît à Édimbourg, ses parents possèdent une très grande propriété dans le Midlothian. Il étudie à l'université d'Édimbourg, en France, en Italie et en Suisse. Sa connaissance des langues, de la littérature et d'hommes de sciences de différents pays lui sont très utiles pour ses recherches. Il s'intéresse rapidement à l'histoire naturelle
En 1837, sous l'influence de Leopold von Buch (1774-1853), il se concentre sur l'étude des brachiopodes et devient une autorité dans ce domaine. Son œuvre majeure est Monograph of British Fossil Brachiopoda -- Monographie des brachiopodes fossiles britanniques—publié par la Société de paléontologie de 1850 à 1886. Ce travail comprend comprend six in-quarto avec plus de 200 gravures de l'auteur.
Il prépare aussi un mémoire exhaustif Recent Brachiopoda publié par la Linnean Society of London. Il est élu membre de la Royal Society en 1857. En 1868 il reçoit la médaille Wollaston et en 1870 la Royal Medal.
Il meurt à Brighton et dans son testament lègue sa collection de brachiopodes récents et fossiles au British Museum.